# Szymon Dorożyński
Szymon Dorożyński (ur. 6 marca 1992 w Namysłowie) – polski lekkoatleta, specjalizujący się w biegach długodystansowych. Pochodzi z Namysłowa, jest absolwentem tamtejszego Zespołu Szkół Rolniczych im. Tadeusza Kościuszki. Studia na kierunku fizjoterapia ukończył na Politechnice Opolskiej, był na Erasmusie w tureckim Kütahya Dumlupınar Üniversitesi.
Jest żołnierzem Wojska Polskiego

## Rekordy życiowe
- bieg na 5000 metrów
  - stadion – 14:14,75 (Sieradz 2019)
  - ulica – 14:25 (Warszawa 2019)
- bieg na 10 000 metrów
  - stadion – 29:32,51 (Goleniów 2021)
- półmaraton – 1:10:56 (Piła 2019)